# Tuesens Badstue
Tuesens Badstue (også Mogens Tuesøns Badstue) var en badstue i Næstved, der blev opført omkring 1480 af borgmesteren Mogens Tuesen, der også opført den nyeste del af Boderne tæt ved. Den blev anlagt ned til Susåen. Ruinerne er bevaret under jorden, mens de synlige sten blot er opsat for at markere stedet.

## Historie
Der kendes til tre badstuer i Næstved fra skriftlige kilder, hvoraf den ene blev lukket allerede i 1417.
Tuesens Badstue blev opført omkring 1480. Mod betaling var badstuen tilgængelig for alle. Tuesen overdrog den til Sankt Peders Kirke i 1484, således at indtægterne kunne betale lønninger til kirkens ansatte. Den var populær blandt byens beboere, der også brugte den til fælles sammenkomster med mad og drikke, spil og anden underholdning.
I 1500-tallet måtte den lukke, da den ikke længere kunne indtjene nok. I 1580 blev bygningen lejet af en pottemager, som muligvis brugte den som værksted. I 1598-99 indrettede man bygningen til udlejningsboliger.
I 1700-tallet rev man badstuen ned, og den nævnes sidste gang i 1761 som "et gammelt grundmuret hus, tilforn kaldet badstue”. Efter 1761 er der ingen skriftlige kilder om bygningen. På dette tidspunkt var den ejet af en murermester.
I 1915 foretog Næstved Museum en udgravning, hvor man fandt rester af nedrammede pæle der blev tolket som bolværk. Ligeledes fandt man at fundet stemte overens med de skriftlige kilder.
Ruinen af badstuen blev fredet i 1984. I den forbindelse var det lokale museum atter ude at se på ruinen, og man konstaterede at den hovvedsageligt var under jorden. Fra november 1998 til februar 1999 udførte man en egentlig arkæologisk udgravning, og konstatere at opmålingerne fra 1915 var korrekte. Størstedelen af de arkæologiske fund er gjort uden for bygningen. Der er fundet keramik- og glasskær

## Beskrivelse
Alle rester af bygningen findes i dag under jorden. Et stendige er opført for at vise størrelsen og formen.
Bygningen dækkede omkring 100 m2. Grundplanet er omkring 13x8 m. Den var opført i teglsten. Murene er omkring 80-90 cm brede, og de er bevaret i 4 skifters højde.
Den var opdelt i tre rum, hvoraf det mindst, nordlig, blev brugt som fyrrum. Muligvis har man ledt varme direkte fra ovnen ind under badstuens gulv. I det midterste rum var indgangen, hvor gæsterne kunne lægge deres tøj. Her var en dør mod i nordgavlen. Det sydligste rum var selve badstuen, og dette rum dækkede omkring 2/3 af hele husets areal. Vandet fra rummet blev ledt ned i Susåen.